# Placówka wywiadowcza KOP nr 3
Placówka wywiadowcza KOP nr 3 – organ wykonawczy wywiadu Korpusu Ochrony Pogranicza.

## Formowanie i zmiany organizacyjne
Placówka utworzona została w lipcu 1929 w Głębokiem. Wchodziła w skład pułku KOP „Głębokie”. Pod względem pracy wywiadowczej podlegała szefowi ekspozytury Oddziału II nr 1 „Wilno”, a pod względem pracy kontrwywiadowczej szefowi samodzielnego referatu informacyjnego DOK III Grodno, a pod względem wyszkolenia wojskowego dowódcy pułku „Głębokie”. Działała na terenie odpowiedzialności 19. 5. i 7 batalionu granicznego. Zgodnie z etatem placówka liczyła 3 oficerów, 3 podoficerów i 4 szeregowych. Pod względem administracyjno-gospodarczym placówkę przydzielono do 7 batalionu KOP. W listopadzie 1931 etat placówki zwiększono o etat kapitana − zastępcy dowódcy placówki.
W terminie do 30 września 1936 zlikwidowano  placówkę wywiadowczą KOP „Iwieniec” oraz zmieniono m.p. placówki nr 4 z Wilejki na Mołodeczno. Teren likwidowanej placówki nr 11 przejęły sąsiednie placówki. Placówka nr 4 „Wilejka” przejęła z powiatu mołodeckiego gminy Raków i Gródek oraz cały powiat wołożyński. Placówka nr 5 „Stołpce” przejęła gminy Rubieżewice, Naliborki i Derewna powiatu stołpeckiego. Placówka nr 3 „Głębokie” przejęła od placówki nr 4 gminę Dokszyce i Parafianów powiatu dziśnieńskiego oraz gminy Słoboda, Miadzioł i Kobylnik powiatu postawskiego. Rozgraniczenie pomiędzy placówkami nr 3 „Głębokie” i nr 4 „Wilejka” stanowiła północna granica powiatu Wilejka . W 1937 jednostką administracyjną dla placówki nr 3 był batalion KOP „Podświle”.
W 1939 placówka wywiadowcza KOP nr 3 „Głębokie” podlegała nadal szefowi ekspozytury Oddziału II nr 1 „Wilno” i stacjonowała w Głębokiem.

## Obsada personalna placówki
Kierownicy placówki
- por. Piotr Czekalski (p.o. 1929 –)
- kpt. piech. Bolesław Ludwik Machalski (24 XI 1932[15] − †13 I 1934 Postawy[16])
- kpt. Edmund Wieprzewski (p.o. 26 I 1934[17] − )
- kpt. Franciszek Szeliga (p.o. 15 IV 1934[18] − V 1937[19])
- kpt adm. (art.) Mieczysław Ustinowicz (1 VI 1937[19] – 1939)

Obsada placówki w lipcu 1929
- p.o. kierownik placówki − por. Piotr Czekalski
- oficer ofensywny − por. Miller Leon
- oficer przemytniczy − por. Tomczak Wacław

Obsada personalna w marcu 1939:
- kierownik placówki – kpt adm. (art.) Mieczysław Ustinowicz
- oficer placówki – rtm. Marian Okulicz-Kozaryn
- oficer placówki – vacat